# Pueblo polaco
El pueblo polaco o simplemente los polacos (en polaco: Polacy, singular Polak) son un pueblo eslavo occidental de Europa Central, concentrado principalmente en torno al territorio de la actual Polonia. A veces, se define a los polacos como un pueblo que comparte una cultura polaca común y que desciende de polacos. Su principal religión es el catolicismo. El término «polaco» también puede utilizarse sin contenido étnico para referirse a los ciudadanos de Polonia al margen de su etnicidad. Existe una importante diáspora polaca en Europa Occidental y Oriental, América y Australia.
No existe una definición comúnmente aceptada de la significación de «polaco». De acuerdo con el preámbulo de la Constitución de Polonia, la nación polaca comprende a todos los ciudadanos de Polonia. Sin embargo, como en la mayoría de los países europeos, muchas personas limitan ese grupo a los hablantes nativos del idioma polaco, personas que comparten ciertas costumbres y tradiciones o personas que comparte un trasfondo étnico originario de Polonia. Por lo que se refiere a sus orígenes, el nombre de la nación tiene un origen indoeuropeo, derivado de pele; pole, que significa llanura. Los polacos pertenecen al grupo lechítico. Los polonos de Gniezno y Poznań eran la más influyente de las tribus eslavas de la Polonia altomedieval y consiguieron unir a otras muchas tribus eslavas occidentales bajo el gobierno de lo que se convertiría en la dinastía Piast, creando un nuevo estado. La palabra polaca para designar al pueblo es Polak (masculino) y Polka (femenino).

## Estadísticas
Los polacos constituyen en población el sexto mayor grupo nacional de Europa. Las estimaciones varían en función de las fuentes, aunque los datos disponibles sugieren un número total de unos 60 millones de personas en todo el mundo (de los que unos 21 millones viven fuera de Polonia, muchos de los cuales son ciudadanos polacos). En Polonia viven unos 39 millones de polacos. Hay minorías polacas en los países vecinos, incluyendo Alemania, y las minorías indígenas de la República Checa, Lituania, Ucrania y Bielorrusia. También existen minorías en los antiguos territorios del Reino de Polonia, en lugares como Letonia y Moldavia. También se encuentra una minoría polaca en Rusia, procedente de la población polaca que habitó en ese país durante siglos y los que fueron deportados a la fuerza tras la Segunda Guerra Mundial; el número total de polacos en lo que fue la antigua Unión Soviética se estima en hasta 3 millones.
El vocablo «Polonia» normalmente se utiliza en Polonia para referirse a las personas de origen polaco que viven fuera de las fronteras del país. Existe una notable diáspora polaca en los Estados Unidos, Canadá y Brasil. Francia ha tenido una relación de importancia con Polonia a lo largo de la historia y existe una minoría relevante de descendientes de polacos, que han vivido en el país galo desde el siglo XVIII. A principios del siglo XX había más de un millón de polacos asentados en Francia, un número que se incrementó con los refugiados que huían de la ocupación nazi o posteriormente del régimen soviético. Hoy alrededor de un millon de polacos viven en el Francia.
En Estados Unidos, un gran número de inmigrantes polacos se asentó en Chicago, Ohio, Detroit, Nueva York, Orlando, Pittsburgh, Buffalo y Nueva Inglaterra. La mayor concentración de polacos en los Estados Unidos se encuentra en New Britain, Connecticut. La mayoría de los polacos de Canadá llegaron después de la Segunda Guerra Mundial. El número de inmigrantes polacos aumentó entre 1945 y 1970, y nuevamente tras la caída del comunismo en 1989. En Brasil, la mayoría de los inmigrantes polacos se asentaron en el estado de Paraná. La ciudad de Curitiba tiene la segunda mayor población de la diáspora polaca en el mundo (tras Chicago) y la música, cocina y cultura polaca son populares en la región. En los últimos años, después de que Polonia ingresara en la Unión Europea, muchos polacos han emigrado a países como Irlanda, donde se estima que viven unos 200.000 trabajadores polacos. En el Reino Unido se estima que han emigrado unos 500.000 polacos. La comunidad polaca de Noruega se ha incrementado hasta los 120.000 individuos, representado la mayor población inmigrante del país.
Antes de la Segunda Guerra Mundial, Polonia tenía la mayor población judía de Europa. Muchos polacos judíos se hicieron seguidores del movimiento sionista y emigraron a Israel antes y después de la creación del estado, constituyendo el principal lugar de origen de la mayoría de los israelíes judíos.
Actualmente, en la Unión Europea, formada por 27 estados, de los que ocho son países de Europa Central u Oriental, los polacos son los más móviles, con un número considerable de inmigrantes polacos que han emigrado a casi todos los países de la Unión, integrándose en el mercado laboral europeo.

## Tribus polacas
La siguiente lista muestra las tribus polacas que habitaron en las tierras del antiguo Reino de Polonia en la Alta Edad Media. Algunas de ellas han continuado siendo pueblos separados mientras que otras se han asimilado en la cultura de Polonia.

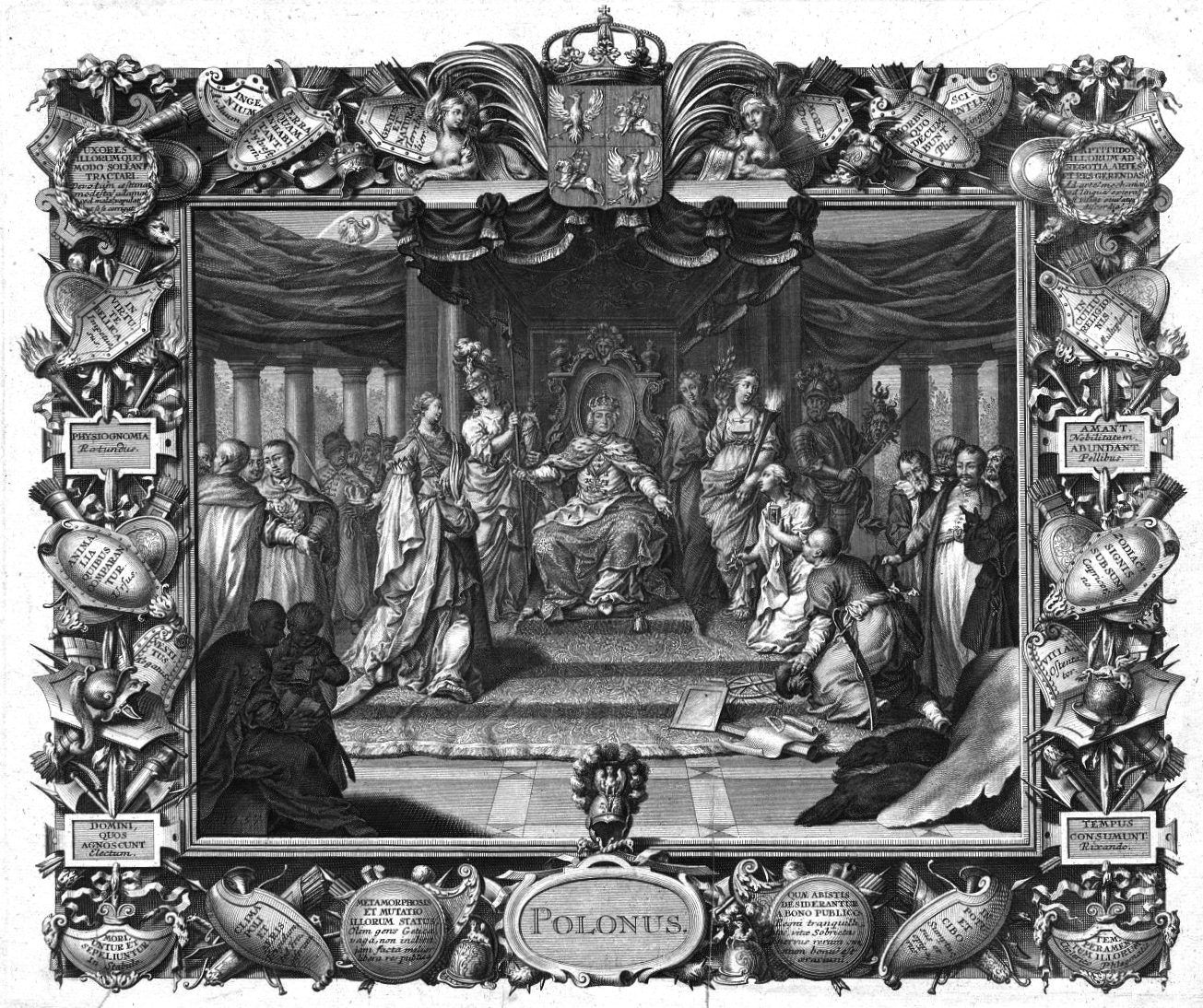
Alegoría de los polacos (Szlachta) del.

| - masovianos (Masovia) - masurianos (Masuria) - kurpie - polonos, polanos o polanianos - bambrzy - silesios (Silesia) - warmiacos - pomeranios - casubianos, casubios o casubos - eslovincios o eslovincianos - kociewiacy - borowiacy - bieżuńczanie |  | - bobrzanie - dziadoszanie - golęszyce - goplanos - lendianos - Lachy Sądeckie - opolanos - kujawianie - pyrzyczanie - Ślężanie - trzebowianie - vistulanos |